# Hirokazu Usami
Hirokazu Usami (jap. 宇佐美 宏和 Usami Hirokazu; ur. 18 czerwca 1987) – japoński piłkarz występujący na pozycji obrońcy. Obecnie występuje w Montedio Yamagata.

## Kariera klubowa
Od 2010 roku występował w klubach Tochigi SC, Shonan Bellmare i Montedio Yamagata.